# كاثي شولمان
كاثي شولمان (بالإنجليزية: Cathy Schulman)‏ هي منتجة أفلام أمريكية، ولدت في 1965.

## وصلات خارجية
- كاثي شولمان على موقع IMDb (الإنجليزية)
- كاثي شولمان على موقع بوكس أوفيس موجو (الإنجليزية)
- كاثي شولمان على موقع قاعدة بيانات الفيلم (الإنجليزية)